# Masainas
Masainas ist ein küstennahes Dorf in der Provinz Sulcis Iglesiente auf Sardinien. Es liegt zwischen den Lagunen am Golf von Palmas und den Bergen des Sulcis. Von den mit Macchie bedeckten Hügeln senkt sich das Gelände zum 22 km² großen Dorf hin ab, das 57 m über dem Meer, in einer Ebene liegt. Tiefer liegt der zum Dorf gehörende Strand Is Solinas. 

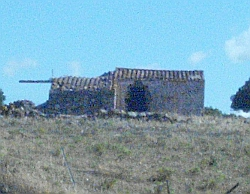
Furriadroxiu – rustikale Ställe für Schafe oder Ziegen

Es gibt keine Urkunden über den Ursprung des Dorfes, der aber antik ist. Die Anwesenheit von Menschen belegen einige bronzezeitliche Nuraghen und punische und römische Relikte. Ein kulturgeschichtlich interessantes Bauwerk ist die nordwestliches des Dorfes gelegene, komplexe Nuraghe Is Fais. Sie besteht aus vier kreuzförmig angeordneten Türmen. In Dorfnähe fand man auch die Reste einer Töpferwerkstatt und zwei Sarkophage aus der Römerzeit. Als Bestätigung einer alten in der Gegend ausgeübten Land- und Weidewirtschaft fand man überall auf dem Land „Furriadroxiu“, kleine rustikale Ställe für Schafe oder Ziegen.
Wie die Dörfer Giba im Norden und Villarios im Westen wurde auch Masainas in das Handeln der Benediktinermönche eingeschlossen, die Anfang des 12. Jahrhunderts auf die Insel kamen. Es wurden Klöster, die so genannten „gunventus“ (von Konvent) gebaut, die das Gebiet heute noch prägen. Der Dorfkern von Masainas entwickelte sich gegen 1700 n. Chr. um die kleine Kirche San Giovanni Battista. Den gotisch-aragonischen Einflüssen folgend stammt sie vom Ende des 15. bzw. Anfang des 16. Jahrhunderts. Einige Forscher meinen jedoch eine erste Bauphase um das 11. Jahrhundert und spätromanische Einflüsse zu erkennen. Im Jahre 1836 ist der Ort mit 1806 Einwohnern das größte Dorf in der Gegend. 
Unweit von Masainas sind die Lagunen am Golfo di Palmas, ein ideales Habitat für Sumpfvögel, wie die rosa Flamingos, Stelzenläufer, Säbelschnäbler, Reiher und die seltenen Sumpffalken.
Koordinaten: 39° 3′ N, 8° 38′ O